# ラ・ルヴィエールとル・ルーにあるサントル運河の4つのリフトとその周辺 (エノー州)
ベルギー王国エノー州のラ・ルヴィエールとル・ルーにあるサントル運河の4つのリフトは、水力式の船舶昇降機（ボートリフト）で、1998年にユネスコの世界遺産に登録された（ID856）。
サントル運河には、ムーズ川とエスコー川のそれぞれのドックを連絡している 7 km の水位に、66.2 m の高低差が存在する。この難問をクリアするために、Houdeng-Goegnies には 15.4 m のリフトが1888年に開設され、16.93 m の他の3つのリフトも1917年に開かれた。
エレベーターは二重になっており、2つの垂直に移動するタンクもしくは潜函が鉄柱によって中央に配置されている。二つの柱は水圧式でつながれており、一方が下がるともう一方が上がるようになっている。また、重量も釣り合いが取れるようになっている。
こうしたリフトは19世紀末葉から20世紀初頭にかけて8基建造されたが、世界遺産に登録された4基は、建造当時のままで稼動しているものである。
2002年からは高低差 73 m の昇降が可能という世界最大級のストレピ＝ティウ船舶昇降機が完成したため、商業的な運行はそちらが使われるようになった。このため、世界遺産の4基の稼動は、娯楽用の限定的なものになっている。
また、1911年の運河の建設期には沿岸での植林プログラムも実施されたため、運河の沿岸には緑豊かな木々も多い。当時はアメリカニレ、アメリカトネリコ、オーク、ポプラ、カエデ、シカモア、セイヨウニワトコなどの樹種が多く、ヤナギ、シラカンバ、ニセアカシアもあった。リフトの近くではヨーロッパクロマツ、ニセアカシア、カエデ、セイヨウハシバミ、セイヨウニワトコ、ポプラなどが多く植えられた。現在の一帯の樹木はセイヨウシナノキ、カエデ、ヨーロッパグリ、セイヨウトネリコが多い。

## 4基の所在地と持ち上げられる高さ
| 番号  | 所在地              | 高さ    |
| ----- | ------------------- | ------- |
| No. 1 | Houdeng-Goegnies    | 15.40 m |
| No. 2 | Houdeng-Aimeries    | 16.93 m |
| No. 3 | Strépy-Bracquegnies | 16.93 m |
| No. 4 | Thieu               | 16.93 m |

なお、本記事名にもあるように、世界遺産には4基のリフトだけでなく、その周辺の設備や橋なども含まれている。

## 登録基準
この世界遺産は世界遺産登録基準のうち、以下の条件を満たし、登録された（以下の基準は世界遺産センター公表の登録基準からの翻訳、引用である）。
- (3) 現存するまたは消滅した文化的伝統または文明の、唯一のまたは少なくとも稀な証拠。
- (4) 人類の歴史上重要な時代を例証する建築様式、建築物群、技術の集積または景観の優れた例。